# Otto Henryk Wittelsbach (Pfalz-Sulzbach)
Otto Henryk Wittelsbach (ur. 22 lipca 1556 w Ambergu  – zm. 29 sierpnia 1604 w Sulzbach-Rosenberg) – hrabia palatyn i książę Palatynatu-Sulzbach.
Syn księcia Palatynatu–Zweibrücken Wolfganga i Anny Heskiej. Jego dziadkami byli: Ludwik II i Elżbieta Heska oraz landgraf Hesji Filip i Krystyna księżniczka saksońska.
Po śmierci ojca w 1569 roku ziemie został podzielone między jego pięciu synów. Filip Ludwik otrzymał Palatynat-Neuburg, Jan Palatynat–Zweibrücken, Otto Henryk Palatynat-Sulzbach, Fryderyk Palatynat-Zweibrücken-Vohenstrauss-Parkstein, Karol Palatynat-Zweibrücken-Birkenfeld.
25 listopada 1582 roku w Stuttgarcie poślubił Marię Dorotę Wirtemberską (1559-1639), córkę księcia Krzysztofa Wirtemberskiego. Para miała 13 dzieci:
- Ludwika (1584)
- Annę Elżbietę (1585)
- Jerzego Fryderyka (1587)
- Dorotę Zofię (1588-1607)
- Sabinę (1589-1645)
- Jerzego Ottona (1590)
- Susannę (1591-1645) - żonę Jerzego Jana Wittelsbacha księcia Palatynatu-Lützelstein-Guttenberg.
- Marię Elżbietę (1593-1594)
- Sibyllę Annę (1594)
- Annę Zofię (1595-1596)
- Sabinę Magdę (1595-1596)
- Dorotę Urszulę (1597-1598)
- Fryderyka Chrystiana (1600)

Po śmierci Ottona Henryka Palatynat-Sulzbach przeszedł we władanie starszego brata Otto – Filipa Ludwika